# Hendrick Cornelisz Vroom

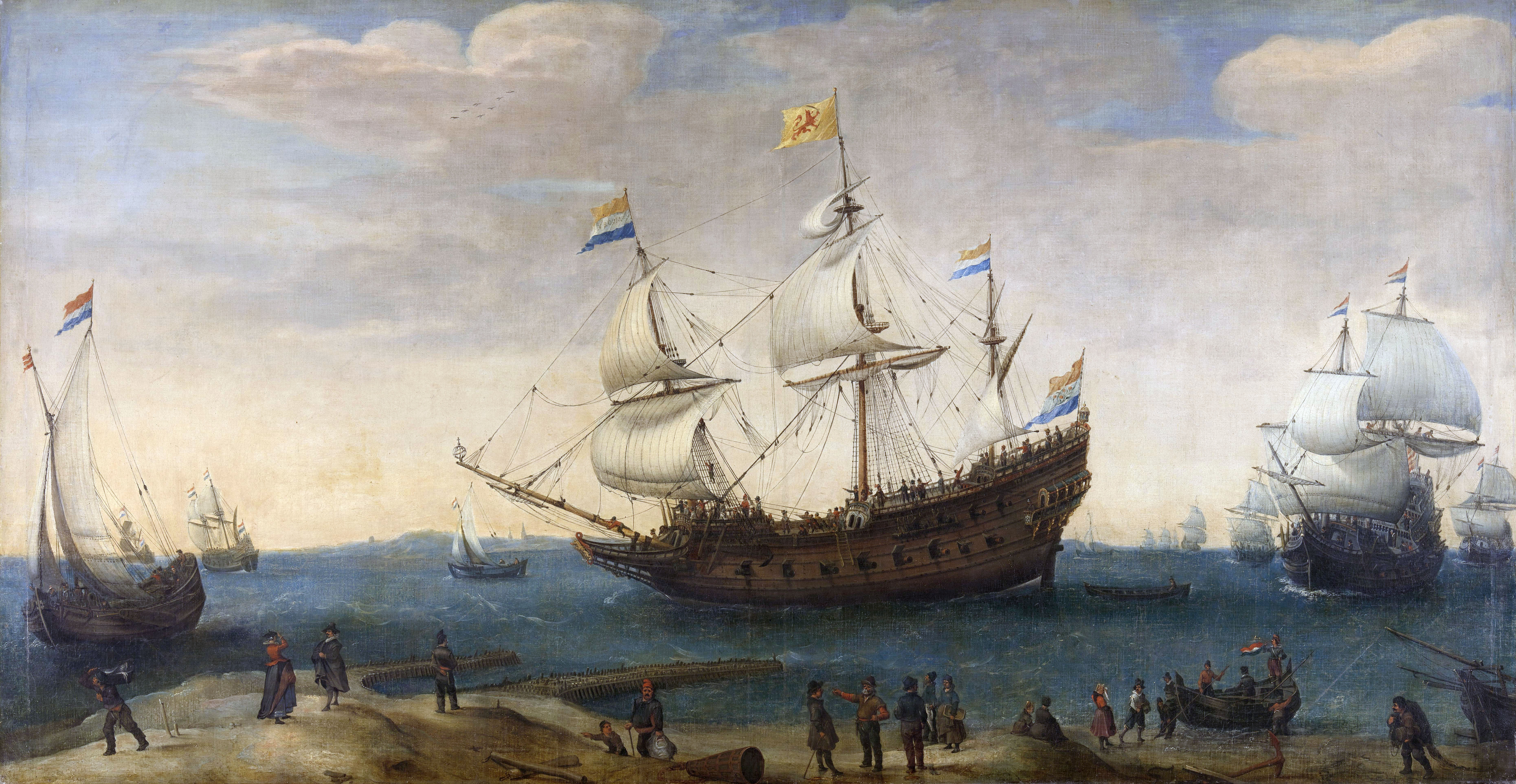
Holenderskie statki w drodze do Indii Wschodnich, 1600

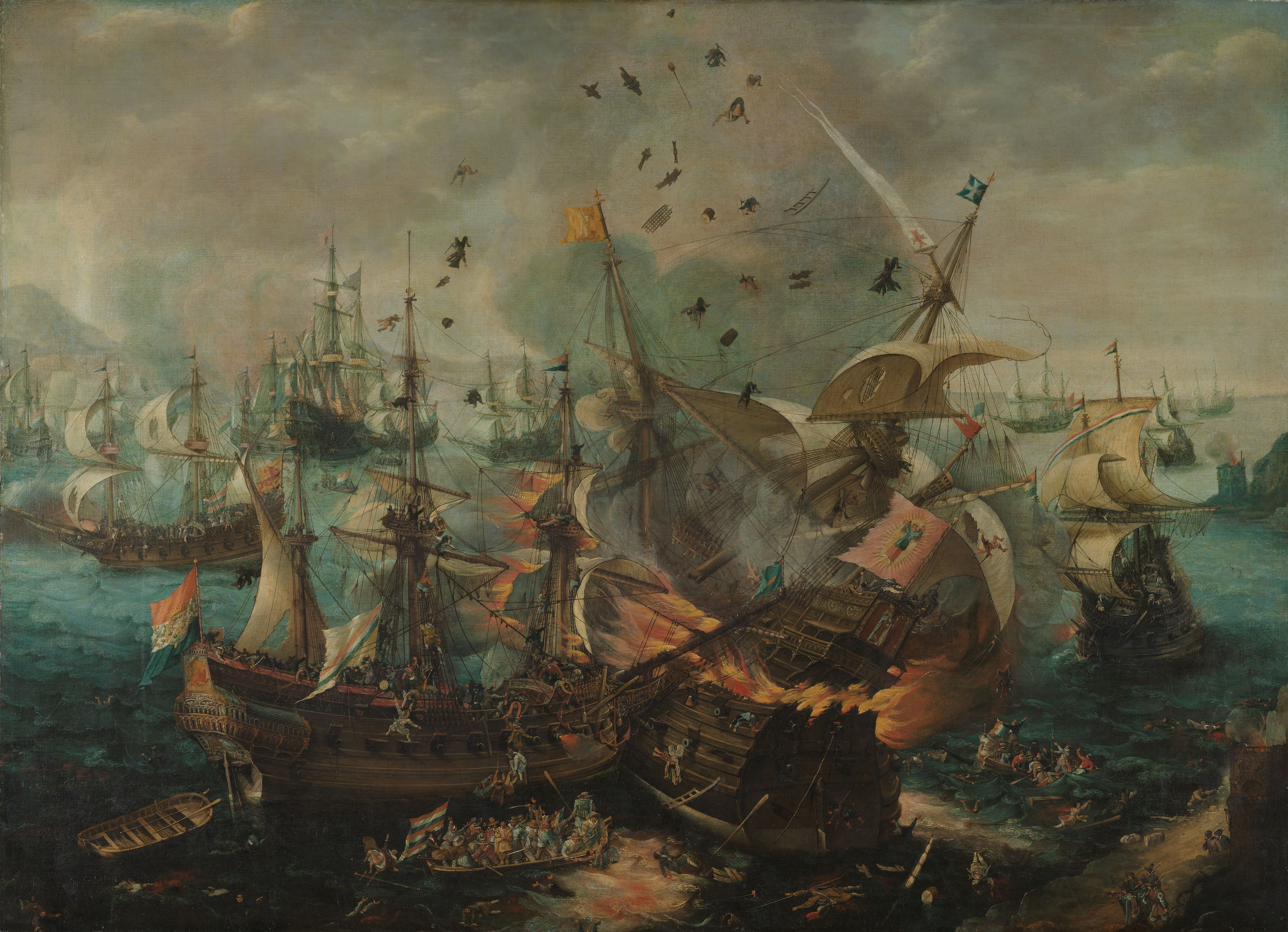
Bitwa morska pod Gibraltarem, 1607

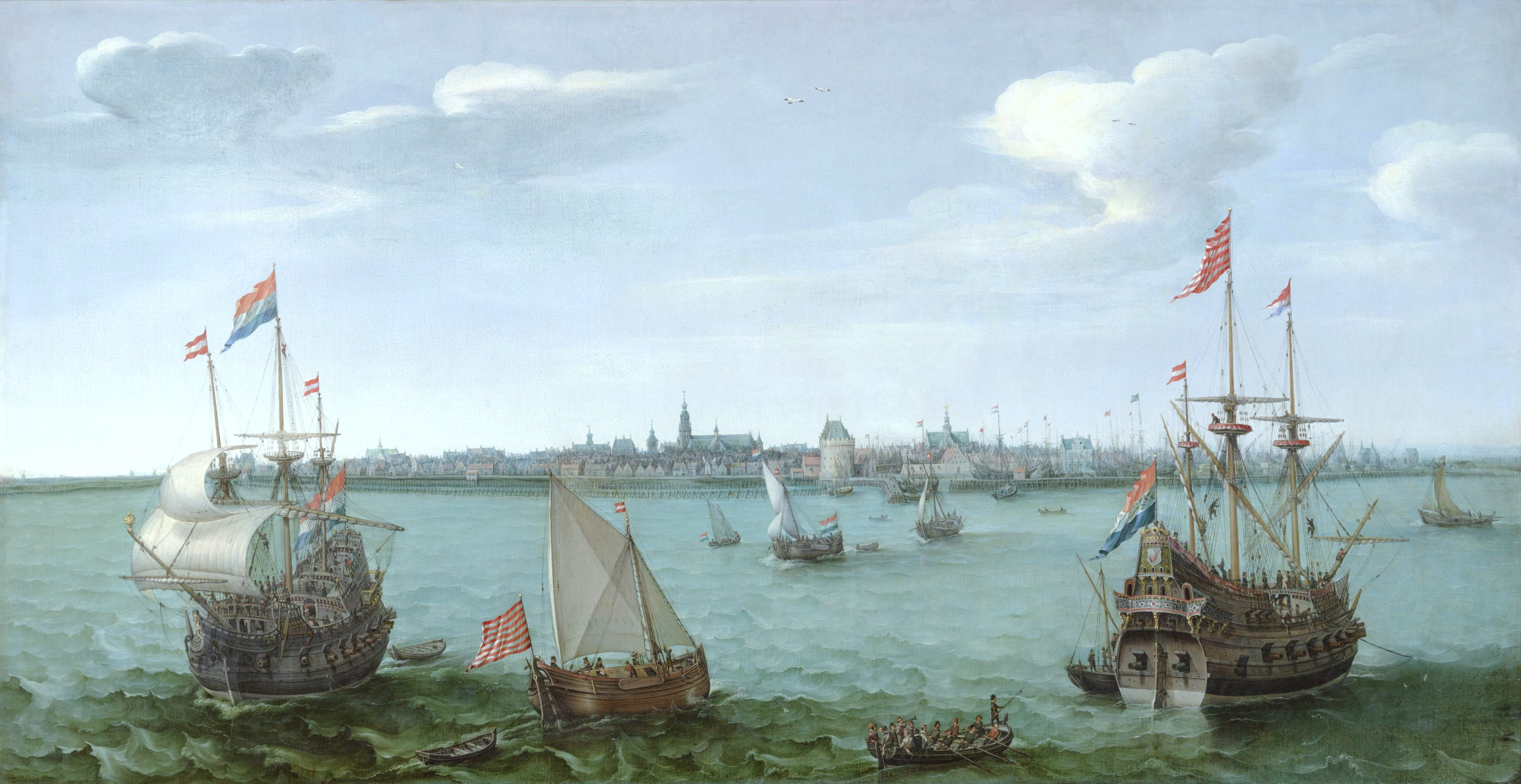
Widok na Hoorn, 1622

Hendrick Cornelisz Vroom (ur. ok. 1563 w Haarlem, pochowany 4 lutego 1640 tamże) – holenderski malarz, grafik, ilustrator i projektant gobelinów. Jest uważany za prekursora europejskiego malarstwa marynistycznego.
Urodził się w Haarlemie w rodzinie o tradycjach artystycznych, pracował początkowo jako malarz ceramiki. Ok. 20. roku życia opuścił Holandię udając się przez Hiszpanię do Włoch. W latach 1585–87 przebywał we Florencji i był protegowanym kardynała Ferdinando de 'Medici późniejszego Wielkiego Księcia Toskanii. Najprawdopodobniej w tym czasie zainteresował się tematyką morską, która dominowała w jego twórczości.
Biografia artysty nie została poznana szczegółowo, prowadził on bardzo aktywny tryb życia, wiele podróżował i często ocierał się o niebezpieczeństwa. Ok. 1590 w czasie powrotu do Haarlemu Vroom podróżował statkiem, który rozbił się u wybrzeży Portugalii. Ujęty przez mieszkańców znalazł się wielkim niebezpieczeństwie, gdyż były to regiony ustawicznie nękane przez piratów angielskich. Gdy rozbitek pokazał tubylcom swoje umiejętności artystyczne, ci uznali, że "nie jest Anglikiem, ale chrześcijaninem".
Obrazy Vrooma przedstawiają najczęściej dynamiczne sceny morskie, bitwy, uroczyste wydarzenia i widoki portów. Obok walorów artystycznych posiadają także wartość dokumentalną i historyczną, z fotograficzną dokładnością ilustrują wygląd jednostek floty holenderskiej, angielskiej i francuskiej.
Uczniem malarza był Simon de Vlieger, który z kolei wykształcił największego holenderskiego marynistę Willema van de Velde młodszego. Stryj artysty Frederick Vroom I (zm. w 1593) był architektem i pracował w Gdańsku, zaprojektował m.in. wystrój rzeźbiarski we fryzach w kamienicy Lwi Zamek oraz był współautorem planu Wrocławia z 1587 roku. Natomiast najstarszy syn artysty Cornelis Vroom był również znanym malarzem.
Karel van Mander podaje w jego biografii ciekawy fakt, mianowicie Vroom podróżował ze swą nowo poślubioną żoną Joosje Cornelisse do Gdańska, zatrzymując się w domu swego wuja, gdzie młoda para przebywała do połowy 1591 roku. W Gdańsku Hendrick miał namalować obraz ołtarzowy dla "jakichś polskich Jezuitów". Niezachowane dzieło przedstawiało zapewne scenę religijną osadzoną w pejzażu morskim.